# Аљано (Асти)
Аљано (итал. Agliano) је насеље у Италији у округу Асти, региону Пијемонт.
Према процени из 2011. у насељу је живело 897 становника. Насеље се налази на надморској висини од 256 м.